# Bernardino I di Savoia-Racconigi
Bernardino I di Savoia-Racconigi (Torino, ... – Racconigi, 25 dicembre 1526) fu marchese di Racconigi, signore di Pancalieri con Sommariva.

## Biografia
Figlio di Claudio, marchese di Racconigi, e di sua moglie la nobildonna milanese Ippolita Borromeo dei conti di Arona, Bernardino nacque a Torino. Giovanissimo venne nominato come il padre ed il nonno alla carica di governatore di Vercelli.
Alla morte del padre nel 1521, prese le redini del governo della signoria di famiglia e, dopo il convulso periodo di guerra che essa aveva attraversato nella seconda metà del Quattrocento tra le intemperanze di suo padre e fece di tutto per provare a rilanciare l'economia dell'area sottoposta alla sua giurisdizione, impegnandosi largamente nella produzione della seta. Grazie all'appoggio della famiglia della madre, infatti, riuscì ad introdurre anche a Racconigi la coltivazione del gelso per l'allevamento del baco da seta e quindi fece realizzare i primi impianti per la produzione della seta. Per tale scopo, Bernardino I si portò personalmente a Vicenza, città dove la produzione serica era particolarmente rilevante e da dove a loro volta gli Sforza avevano introdotto la coltivazione del gelso nel ducato di Milano. Come ricorderà successivamente Cassiano del Pozzo nel suo "Memoriale" al duca Emanuele Filiberto di Savoia, Bernardino "... ne tolse esempio et conducette persone pratiche a piantarne, come fu fatto; per la qual 
arte si è trattenuto esso luogo di Racconisio, non ostante che sia stato saccheggiato tante volte, et habbia passati tanti 
aggravi di guerra, che senza questa poca arte sarebbe andato in rouina...".
Bernardino I morì prematuramente il giorno di Natale dell'anno 1526, dopo appena cinque anni di reggenza, venendo la sua opera proseguita dal figlio secondogenito Filippo dopo l'altrettanto prematura scomparsa del suo primogenito, Ludovico.

## Matrimonio e figli
Bernardino I sposò la nobildonna genovese Violante Adorno, figlia di Giovanni Adorno, signore di Poviglio e patrizio genovese, e di sua moglie Eleonora Sanseverino dei conti di Cajazzo, signora di Poviglio e consignora di Sale. La coppia ebbe i seguenti figli:
- Ludovico II, (morto c. 1536), marchese di Racconigi, luogotenente di Torino nel 1536, Cavaliere dell'Ordine di Malta
- Filippo (+ 1581), marchese di Racconigi, Migliabruna con ½ di Pancalieri e Castelraniero, conte di Pancalieri, sposò Paola Costa
- Claudio (m. dopo il 1579), conte di Pancalieri e signore di Cavour e di Caselle, Cavaliere dell'Ordine Supremo della SS. Annunziata dal 14 agosto 1568, Cavaliere dell'Ordine dei Santi Maurizio e Lazzaro dal 1573 e somiglier del corpo del Duca Emanuele Filiberto I di Savoia, sposò dopo il 1576 Maria Gondi, figlia di Antonio, patrizio di Firenze, già vedova di Nicola Girllet de Pommier, conte di Saint-Trivier.
- Carlo, cavaliere dell'Ordine dei Santi Maurizio e Lazzaro
- Francesco (m. 22 luglio 1544), sacerdote, ottenne il beneficio dell'oratorio di santa Maria presso Pinerolo e una pensione sull'abbazia di Cavour, sposò Margherita Bolleris dei conti di Centallo (+ 1589).

## Ascendenza
|                                      |                                     |                                        | Genitori                                  |  |  | Nonni |  |  | Bisnonni                       |  |  | Trisnonni                |  |
|                                      |                                     |                                        |                                           |  |  |       |  |  | Ludovico I di Savoia-Racconigi |  |  | Ludovico di Savoia-Acaia |  |
|                                      |                                     |                                        |                                           |  |  |       |  |  | Ludovico I di Savoia-Racconigi |  |  | Ludovico di Savoia-Acaia |  |
|                                      |                                     |                                        |                                           |  |  |       |  |  | Ludovico I di Savoia-Racconigi |  |  |                          |  |
| Francesco di Savoia-Racconigi        |                                     |                                        |                                           |  |  |       |  |  | Ludovico I di Savoia-Racconigi |  |  |                          |  |
|                                      |                                     | Alice di Montbel                       | Guy de Montbel, signore d'Entremonts      |  |  |       |  |  |                                |  |  |                          |  |
|                                      |                                     | Alice di Montbel                       | Guy de Montbel, signore d'Entremonts      |  |  |       |  |  |                                |  |  |                          |  |
|                                      |                                     | Alice di Montbel                       | Catherine de Maubec                       |  |  |       |  |  |                                |  |  |                          |  |
| Claudio di Savoia-Racconigi          |                                     | Alice di Montbel                       |                                           |  |  |       |  |  |                                |  |  |                          |  |
|                                      |                                     | Jean de Seyssel, signore di Barjact    | Antoine de Seyssel, barone d'Aix          |  |  |       |  |  |                                |  |  |                          |  |
|                                      |                                     | Jean de Seyssel, signore di Barjact    | Antoine de Seyssel, barone d'Aix          |  |  |       |  |  |                                |  |  |                          |  |
|                                      |                                     | Jean de Seyssel, signore di Barjact    | Jeanne de La Rochette                     |  |  |       |  |  |                                |  |  |                          |  |
| Caterina de Seyssel                  |                                     | Jean de Seyssel, signore di Barjact    |                                           |  |  |       |  |  |                                |  |  |                          |  |
|                                      |                                     | Marguerite de La Chambre               | Urbain de La Chambre, visconte di Moriana |  |  |       |  |  |                                |  |  |                          |  |
|                                      |                                     | Marguerite de La Chambre               | Urbain de La Chambre, visconte di Moriana |  |  |       |  |  |                                |  |  |                          |  |
|                                      |                                     | Marguerite de La Chambre               | Aimée de Corgenon                         |  |  |       |  |  |                                |  |  |                          |  |
| Bernardino I di Savoia-Racconigi     |                                     | Marguerite de La Chambre               |                                           |  |  |       |  |  |                                |  |  |                          |  |
|                                      | Filippo Borromeo, II conte di Arona | Vitaliano I Borromeo, I conte di Arona |                                           |  |  |       |  |  |                                |  |  |                          |  |
|                                      | Filippo Borromeo, II conte di Arona | Vitaliano I Borromeo, I conte di Arona |                                           |  |  |       |  |  |                                |  |  |                          |  |
|                                      | Filippo Borromeo, II conte di Arona | Ambrosina Fagnani                      |                                           |  |  |       |  |  |                                |  |  |                          |  |
| Giovanni Borromeo, IV conte di Arona | Filippo Borromeo, II conte di Arona |                                        |                                           |  |  |       |  |  |                                |  |  |                          |  |
|                                      |                                     | Francesca Visconti di Cicognola        | Lancellotto Visconti di Cicognola         |  |  |       |  |  |                                |  |  |                          |  |
|                                      |                                     | Francesca Visconti di Cicognola        | Lancellotto Visconti di Cicognola         |  |  |       |  |  |                                |  |  |                          |  |
|                                      |                                     | Francesca Visconti di Cicognola        | Isabella Visconti di Varese               |  |  |       |  |  |                                |  |  |                          |  |
| Ippolita Borromeo                    |                                     | Francesca Visconti di Cicognola        |                                           |  |  |       |  |  |                                |  |  |                          |  |
|                                      |                                     | Giberto Pio di Savoia                  | Marco I Pio, signore di Carpi             |  |  |       |  |  |                                |  |  |                          |  |
|                                      |                                     | Giberto Pio di Savoia                  | Marco I Pio, signore di Carpi             |  |  |       |  |  |                                |  |  |                          |  |
|                                      |                                     | Giberto Pio di Savoia                  | Taddea de' Roberti                        |  |  |       |  |  |                                |  |  |                          |  |
| Maria Cleofe Pio di Savoia           |                                     | Giberto Pio di Savoia                  |                                           |  |  |       |  |  |                                |  |  |                          |  |
|                                      |                                     | Elisabetta Migliorati                  | Ludovico Migliorati, signore di Fermo     |  |  |       |  |  |                                |  |  |                          |  |
|                                      |                                     | Elisabetta Migliorati                  | Ludovico Migliorati, signore di Fermo     |  |  |       |  |  |                                |  |  |                          |  |
|                                      |                                     | Elisabetta Migliorati                  | Bellafiore da Carrara                     |  |  |       |  |  |                                |  |  |                          |  |
|                                      |                                     | Elisabetta Migliorati                  |                                           |  |  |       |  |  |                                |  |  |                          |  |